# Ratkovo
Ratkovo (em húngaro: Vágratkó) é um município da Eslováquia, situado no distrito de Martin, na região de Žilina. Tem 0,91 km² de área e sua população em 2018 foi estimada em 195 habitantes.

## Demografia
| Ano:        | 1994 | 2004   | 2014   | 2024    |
| ----------- | ---- | ------ | ------ | ------- |
| Broj ljudi: | 175  | 187    | 181    | 213     |
| Razlika:    |      | +6,85% | -3,20% | +17,67% |

| Ano:               | 2023 | 2024   |
| ------------------ | ---- | ------ |
| Número de pessoas: | 212  | 213    |
| Diferença:         |      | +0,47% |